# روبرتو ألونزو
روبرتو ألونزو (بالإنجليزية: Roberto R. Alonzo)‏ هو سياسي أمريكي، ولد في 25 ديسمبر 1956 بكريستال سيتي في الولايات المتحدة. حزبياً، نشط في الحزب الديمقراطي. وقد انتخب عضو مجلس نواب تكساس.